# Isphanatherium
Isphanatherium — вимерлий рід гієнодонтових ссавців. Скам'янілості знайдено в таких країнах: Киргизстан. Описано такі види: Isphanatherium ferganensis.